# Dance Dance Dance (宇都宮隆の曲)
『Dance Dance Dance』（ダンス・ダンス・ダンス）はT.UTUが1993年1月21日にリリースした2ndシングル。

## 内容
- 作詞は三浦徳子で、TM NETWORK、メンバー関連の作品を手掛けたのは、1985年の「CHILDHOOD'S END」以来となる。
- 宇都宮曰く、元々はこの曲が1stシングルになるはずだったが諸事情により2ndシングルになったという。
- ジャッキー・チェン主演の香港映画『シティーハンター』のテーマとして使われた。
- C/Wは宇都宮自身が作曲を担当している。
- 一人称が「僕｣、二人称が「君」だったTM NETWORKでの楽曲と異なり、前作同様「俺」「お前」と言った男性語の代名詞を使用している。

## 解説
- ギターは是永巧一が担当。宇都宮のツアーに参加した是永は、この作品が宇都宮との初対面だったと語っている。
- C/Wの編曲は旧知の葛城哲哉が担当。宇都宮の作品の中で唯一キーボードが入っていない曲である。葛城はこの曲の編曲依頼が来た際「俺がアレンジする前にすでにアレンジされていた」と語っている。

## 収録曲
| #         | タイトル              | 作詞       | 作曲      | 編曲      | 時間 |
| --------- | --------------------- | ---------- | --------- | --------- | ---- |
| 1.        | 「Dance Dance Dance」 | 三浦徳子   | 根本一文  | 西平彰    | 4:41 |
| 2.        | 「Strange Guitar」    | 西尾佐栄子 | 宇都宮隆  | 葛城哲哉  | 4:18 |
| 合計時間: | 合計時間:             | 合計時間:  | 合計時間: | 合計時間: | 8:59 |

## 収録アルバム
- BUTTERFLY (#1)
- TAKASHI UTSUNOMIYA THE BEST FILES (#1)
- TAKASHI UTSUNOMIYA ORIGINAL SINGLES 1992-2003 (#1,#2)
- T.UTU with BAND all Songs Collection (#1,#2、ただし別バージョン)
- mile stone (#1)
- U30 Contract TAKASHI UTSUNOMIYA ANTHOLOGY 1992-2023 (#1)